# Letecká základna Overberg
Letecká základna Overberg (anglicky Air Force Base Overberg) je vojenská základna jihoafrického letectva nacházející se v jihoafrické provincii Západní Kapsko. Na základně je dislokována 525. squadrona jihoafrického letectva. Sídlí tam rovněž Test Flight and Development Centre a testovací centrum jihoafrické zbrojovky Denel.